# Vonj
Vonj je lastnost v zraku razpršenih delcev snovi, ki jo živali zaznavajo s specializiranimi čutnicami - kemoreceptorji v čutilih za voh. Občutek vonja je posledica interpretacije odzivov teh čutnic v možganih. Večina snovi, ki imajo vonj, je organskih, pa tudi nekatere anorganske, npr. vodikov sulfid in amonijak.
Neka snov ima lahko prijeten ali neprijeten vonj, kar je deloma odvisno tudi od posameznika. Prijeten vonj včasih označujemo z besedo aroma (posebej v kontekstu prehrane in kozmetike), neprijetne pa z besedo smrad. Iz tega pomena besede aroma naj bi izhajala tudi beseda aromatičnost, ki označuje ciklične organske spojine s fenilnim radikalom. Nekatere tovrstne spojine imajo dejansko prijeten vonj. 